# 旧香港大会堂

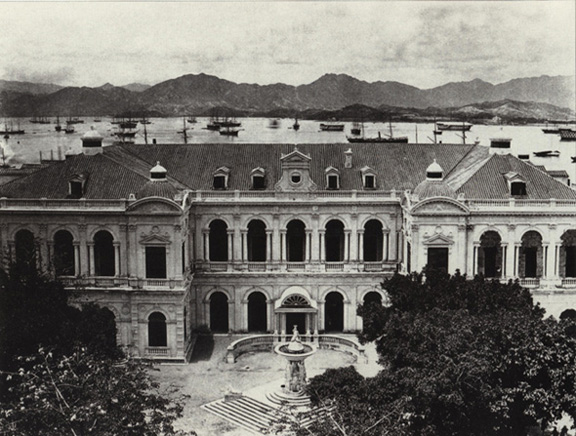
旧香港大会堂

旧香港大会堂（きゅうホンコンたいかいどう、中国語: 舊香港大會堂、英語: Old City Hall, Hong Kong）は香港最初の公共カルチャーセンターである。1869年6月28日に開業し、1933年に解体された。
旧香港大会堂の建設は1866年に始まり、建設費は寄付、チャリティ演劇、株式発行で賄われた。設計者はフランス人建築家のAchille-Antoine Hermitteである。二階建てのバロック様式建築であり、一階は博物館、図書館と劇場として利用され、二階は集会場を設けていた。
旧香港大会堂の敷地1933年に香港上海銀行に売却され、のちに香港上海銀行本社ビルの建設地になったが、一部は中国銀行大廈の敷地に転用された。新しい香港大会堂は1962年にオープンした。
旧香港大会堂は西洋人上流階級の社交場だったが、中国人は使用の際に多くの制限を受けていた。香港総督だったジョン・ポープ・ヘネシーは中国人の利用制限緩和を提案していたが、西洋人商人の強い反対でとん挫した。